# Victor Castanet
Victor Castanet, né le 9 juin 1987 dans le 16e arrondissement de Paris, est un journaliste d'investigation français.
Il est principalement connu pour son livre d'investigation Les Fossoyeurs, qui met en lumière les dysfonctionnements des Ehpad en France.

## Biographie

### Enfance et formation
Victor Castanet naît à Paris le 9 juin 1987. Sa mère est la scénariste Mathilde Péan ; ses grands-parents maternels sont Antoine Roblot, écrivain et scénariste, et Nicole de Buron, romancière. Il est issu d'une famille « de journalistes et d'intellectuels parisiens » . Il effectue toute sa scolarité à l'établissement privé catholique La Rochefoucauld, sans toutefois être baptisé ni s'identifier à l'environnement bourgeois qu'il côtoie. Ses parents tiennent une épicerie américaine et vivent un temps sur une péniche.
Après des études de droit puis de lettres modernes, il obtient un Executive Master en management des médias et du numérique de l'école de journalisme de Sciences Po.

### Carrière professionnelle
Sans formation initiale en journalisme, il obtient un stage de six mois au journal télévisé de Canal+, opportunité facilitée par Florence Dauchez, une amie de sa famille. Il travaille ensuite pour Canal+ puis I-Télé pendant cinq ans, avant de devenir journaliste indépendant.
Il se fait connaître du grand public en 2022, pour son livre Les Fossoyeurs, qui met en lumière les dysfonctionnements des Ehpad en France, en mettant en cause Orpea, le leader des Ehpad privés. Le livre, qui se vend à plus de 200 000 exemplaires, entraîne un changement de gouvernance du groupe et contraint la classe politique dans son ensemble à prendre position sur le grand âge,.
Le 17 octobre 2022, il publie à la une du journal Le Monde une enquête sur des malversations à la bibliothèque Jacques Doucet où il apparaît que, grâce à des dysfonctionnements graves ignorés par la tutelle ministérielle, des conservateurs auraient dilapidé à des fins d'enrichissement personnel un fonds bibliophilique (fonds Bélias) qui leur avait été confié.
Les Ogres, son second livre d'enquête sur la maltraitance dans les crèches privées, paraît en septembre 2024.

## Distinctions
Pour son enquête sur la maltraitance en maison de retraite, il remporte le prix Albert-Londres en novembre 2022, et le prix littéraire des droits de l'homme en décembre 2022.